# María José Rojas Avalos
María José Rojas Avalos (Pereira, Colombia; 17 de abril de 2003) es una futbolista colombiana juega como centrocampista en el Deportivo Pereira de la liga profesional femenina ha sido internacional con la Selección Colombia categoría sub-20, es nieta de Casimiro Ávalos el máximo goleador del Deportivo Pereira

## Desarrollo
María José comenzó jugando en clubes amateurs de Pereira y sus alrededores, en 2022 llegó al Deportivo Pereira y pudo debutar en el profesionalismo gracias a que el equipo "matecaña" retorno después de 2 años de ausencia a la liga profesional femenina ese mismo año es convocado por la selección sub-20 para disputar los juegos odesur en Paraguay.

## Clubes
| Club              | País     | Año       | Partidos | Goles |
| ----------------- | -------- | --------- | -------- | ----- |
| Deportivo Pereira | Colombia | 2022-2024 | 32       | 4     |